# Euploea similliana
Euploea similliana är en fjärilsart som beskrevs av Hans Fruhstorfer 1906. Euploea similliana ingår i släktet Euploea och familjen praktfjärilar. Inga underarter finns listade i Catalogue of Life.